# 안다만섬낮도마뱀붙이
안다만 아일랜드 데이 게코(Andaman Islands day gecko)라 불리는 안다만섬낮도마뱀붙이(Phelsuma andamanense)는 도마뱀붙이류의 일종이다. 오로지 인도의 안다만 제도, 니코바르 제도에서만 발견된다. 이 작고 가는 도마뱀은 밝은 초록색을 띄며 곤충을 잡아먹는다. 이 녀석은 낮도마뱀붙이속이 주로 분포하는 모리셔스와 마다가스카르에서 5,000 km 가까이 떨어진 곳에 분포한다(:en:Range (biology))는 점에서 돋보인다.

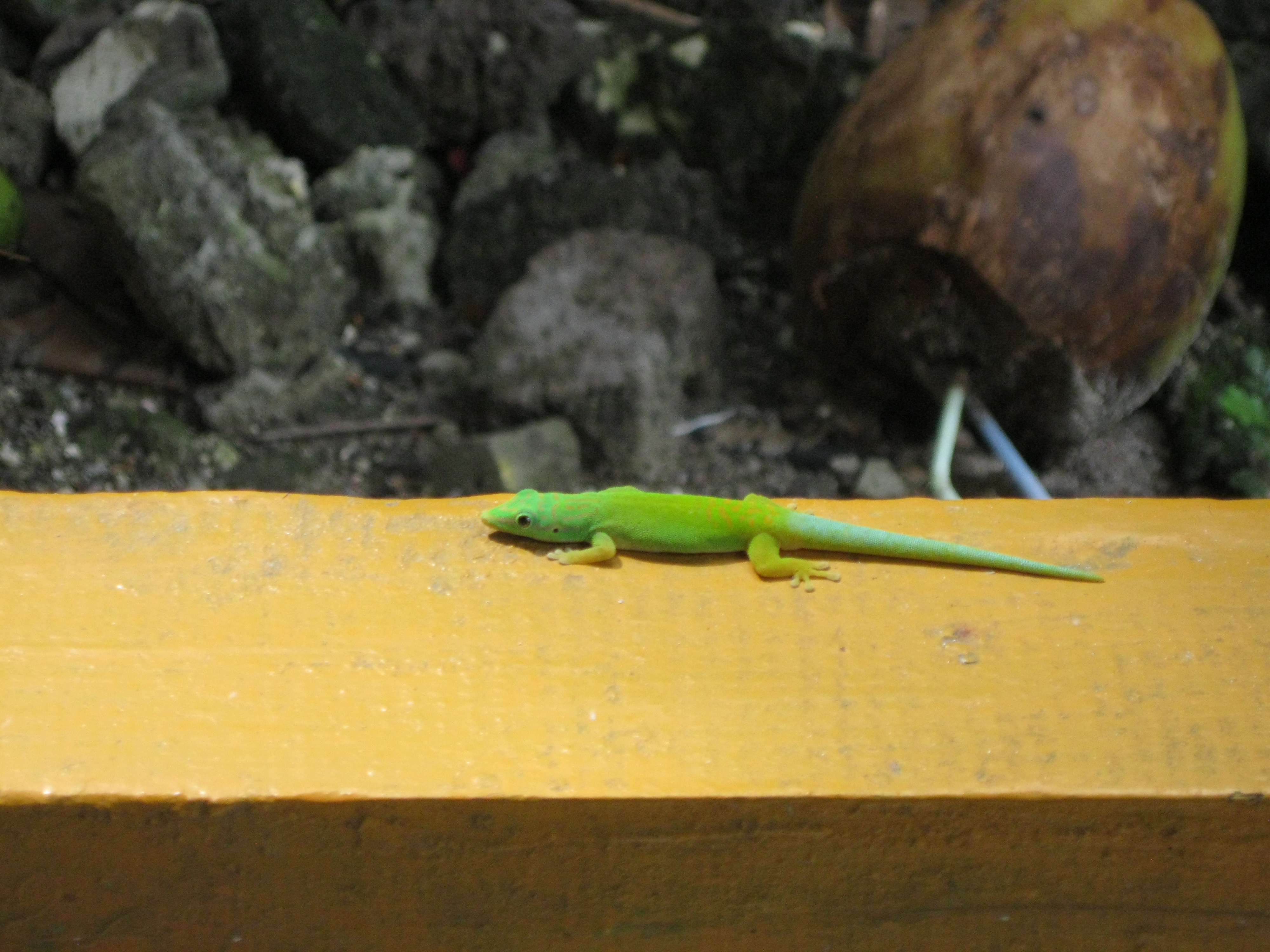
Andaman Islands day gecko

## 분포
이 낮도마뱀붙이류는 밝은 녹색을 띄며, 등에 붉은 점무늬와 줄무늬가 나있다. 수컷은 꼬리가 푸른색, 청록색이다. 주둥이의 양옆에는 콧구멍에서 귓구멍까지 적갈색 줄무늬가 나있다. 몸의 밑부분은 밝은 노란색 또는 황백색을 띈다.
안다만섬낮은 저지대에 서식하며, 보통 주택 정원의 코코넛야자, 판단나무(en:screwpine), 바나나나무, 사이잘(en:sisal) 따위에서 발견된다. 때로는 동네 헛간에서 살아가기도 한다.

## 습성
이 겁이 많은 도마뱀붙이류는 같은 종의 수컷들에게는 굉장히 공격적이다.
안다만섬낮은 보통 안전하고 높은 곳에 두 개의 알을 낳는다. 암컷은 특출나개 알을 많이 낳기도 한다. 18 개월 동안 14 개의 알을 낳는 것이 관찰되기도 했다.